# غاريقون متموج
غاريقون متموج (الاسم العلمي:Agaricus undatus) هو نوع الفطريات يتبع جنس الغاريقون من الفصيلة الغاريقونية.